# 库马尔巴格帕哈里亚语
库马尔巴格帕哈里亚语（天城文：कुमारभाग पहाड़िया）是在印度恰尔肯德邦和西孟加拉邦、奥里萨邦的少部分地区使用的一种语言。这是一种北达罗毗荼语言。它有时称为为库马尔巴格语。它与绍里亚帕哈里亚语密切相关，二者常合成马尔托语。